# Angelo Sodjinou
Angelo Sodjinou (* im 20. Jahrhundert) ist ein beninischer Fußballspieler. Seine Stammposition ist im Tor.

## Karriere
In der Online-Datenbank National Football Teams ist für ihn auf Vereinsseite nur die Spielzeit 2003 bei Requins de l’Atlantique FC hinterlegt.
Für die beninische Fußballnationalmannschaft absolvierte er 1996 seine erste Partie in einem Freundschaftsspiel gegen Burkina Faso. Die meisten Spiele bestritt er 1997 in der Qualifikation zur Afrikameisterschaft 1998. Sein letztes in der Online-Datenbank national-football-teams.com hinterlegtes Spiel war ein Freundschaftsspiel gegen Mauretanien 2001.